# Henner Winckler
Pour les articles homonymes, voir Winckler.
Henner Winckler est un réalisateur allemand né le 8 juillet 1969 à Giessen.
Il fait partie de la "nouvelle nouvelle vague" allemande et collabore avec, entre autres, Valeska Grisebach.

## Filmographie
- 2002 : Voyage scolaire (Klassenfahrt) (sortie française : 9 février 2005)
- 2006 : Lucy (sortie française : 19 juillet 2006)

## Récompenses
- Voyage scolaire (Klassenfahrt)
  - Festival du film de Sotchi 2002 : Prix spécial du Jury
  - Entre vues 2002 : Grand Prix
- Lucy
  - Undine Awards 2006 : Kim Schnitzer, meilleure jeune actrice

## Sélections non récompensées
- Voyage scolaire (Klassenfahrt)
  - Festival du film de Berlin 2002 : section Forum
  - Festival du cinéma allemand (Paris) 2003
- Lucy
  - Festival du film de Berlin 2006 : section Forum